# Acorralados en el mundo
| País            | Nombre / Web oficial                                                     | Canal de televisión          | Ganadores |
| --------------- | ------------------------------------------------------------------------ | ---------------------------- | --- |
| Alemania        | Die Farm                                                                 | RTL                          | 1.ª edición, 2009: Markus Laurenz |
| Brasil          | A Fazenda Web oficial                                                    | Rede Record                  | 1.ª edición, 2009: Dado Dolabella 2.ª edición, 2009: Karina Bacchi 3.ª edición, 2010: Daniel Bueno 4.ª edición, 2011: Joana Machado 5.ª edición, 2012: Viviane Araújo 6.ª edición, 2013: Bárbara Evans 7.ª edición, 2014: DH Silveira 8.ª edición, 2015: Douglas Sampaio 9.ª edición, 2017: Flávia Viana 10.ª edición, 2018: Rafael Ilha 11.ª edición, 2019: Lucas Viana 12.ª edición, 2020: Jojo Todynho 13.ª edición, 2021: Rico Melquiades 14.ª edición, 2022: Próximamente |
| Brasil          | Fazenda de Verão Web oficial                                             | Rede Record                  | 1.ª edición, 2012: Angelis Borges |
| Chile           | La Granja Web oficial                                                    | Canal 13                     | 1.ª edición, 2005: Gonzalo Egas |
| Chile           | La granja VIP Web oficial                                                | Canal 13                     | 1.ª edición, 2005: Javier Estrada |
| Chile           | Granjeras Web oficial                                                    | Canal 13                     | 1.ª edición, 2005: Angélica Sepúlveda |
| Colombia        | La Granja Tolima Web oficial                                             | Caracol TV                   | 1.ª edición, 2004: Alejandro Pineda 2.ª edición, 2010: Benjamín Herrera |
| Croacia         | Farma Web oficial                                                        | Nova TV                      | 1.ª edición, 2008: Rafael Dropulić 2.ª edición, 2009: Mario Mlinarić 3.ª edición, 2010: Kristijan Rahimovski, "Kiki" |
| Dinamarca       | Farmen Web oficial                                                       | TV3                          | 1.ª edición, 2004: Thomas Graa 2.ª edición, 2005: Natanya Sukkot |
| Eslovenia       | Kmetija Web oficial                                                      | Pop TV                       | 1.ª edición, 2007: Daša Hliš 2.ª edición, 2008: Cirila Jeršin |
| Eslovenia       | Kmetija Slavinih                                                         | Pop TV                       | 1.ª edición, 2003: Goran Breščanski |
| España          | La Granja Web oficial                                                    | Antena 3 (2004-2005)         | 1.ª edición, 2004: Loreto Valverde 2.ª edición, 2005: Miguel Ángel Redondo |
| España          | Acorralados Web oficial                                                  | Telecinco (2011)             | 3.ª edición, 2011: Nagore Robles |
| España          | Pesadilla en el paraíso Web oficial                                      | Telecinco (2022)             | 4.ª edición, 2022: TBA |
| Francia         | La Ferme Célébrités Web oficial                                          | TF1                          | 1.ª edición, 2004: Pascal Olmeta 2.ª edición, 2005: Jordy Lemoine |
| Grecia          | Η Φάρμα (A Farma)                                                        | Mega Channel                 | 1.ª edición, 2002: Desconocido 2.ª edición, 2004: Desconocido |
| Grecia          | Η Φάρμα Special (A Farma VIP)                                            | Mega Channel                 | 1.ª edición, 2003: Desconocido |
| Holanda-Bélgica | De Farm Web oficial                                                      | VTM (Bélgica) RTL7 (Holanda) | 1.ª edición, 2005: Matthijs Vegter (Holanda) |
| Hungría         | A Farm                                                                   | Viasat 3                     | 1.ª edición, 2002: Desconocido |
| Irlanda         | Celebrity Farm Web oficial                                               | RTE                          | 1.ª edición, 2004: George McMahon |
| Italia          | La Fattoria Web oficial                                                  | Canale 5                     | 1.ª edición, 2004: Danny Quinn 2.ª edición, 2005: Raffaello Tonon 3.ª edición, 2006: Rosario Rannisi 4.ª edición, 2009: Marco Baldini |
| Noruega         | Farmen Web oficial Archivado el 8 de febrero de 2008 en Wayback Machine. | TV2                          | 1.ª edición, 2001: Gaute Grøtta Grav 2.ª edición, 2003: Bjørn Tore Bekkeli 3.ª edición, 2004: Snorre Rotbæk 4.ª edición, 2007: Mikkel Isak Eira 5.ª edición, 2008: Silje Hvarnes 6.ª edición, 2010: Leif Birger Mækinen 7.ª edición, 2011: Próximamente |
| Oriente Medio   | Al-Wadi Web oficial                                                      | LBC                          | 1.ª edición, 2005: Meshari Alballan (Kuwait) |
| Países Bálticos | A Farm                                                                   | TV3                          | 1.ª edición, 200?: Desconocido |
| Portugal        | Quinta Das Celebridades Web oficial                                      | TVI                          | 1.ª edición, 2004: José Castelo Branco 2.ª edición, 2005: Rute Marques |
| Reino Unido     | The Farm Web oficial                                                     | Five                         | 1.ª edición, 2004: Jeff Brazier 2.ª edición, 2005: Keith Harris |
| Serbia          | Farma                                                                    | RTV Pink                     | 1.ª edición, 2009: Milan Topalović, "Topalko" 2.ª edición, 2010: Miloš Bojanić 3.ª edición, 2010: Katarina Živković |
| Suecia          | Farmen Web oficial                                                       | TV4                          | 1.ª edición, 2001: Benny Vibeg 2.ª edición, 2002: Inger Andersson 3.ª edición, 2003: Verónica Larsson 4.ª edición, 2004: Pia Flodner 5.ª edición, 2004: Christian Gergils |
| Turquía         | Ünlüler Çiftliği                                                         | ATV                          | 1.ª edición, 2005: Desconocido 2.ª edición, 2006: Desconocido |